# 朗蒂克
朗蒂克（法語：Lantic，法語發音：[lɑ̃tik]）是法国阿摩尔滨海省的一个市镇，位于该省中北部，属于圣布里厄区。

## 地理
朗蒂克（48°35'56"N, 2°53'53"W）面积15.81 平方千米，位于法国布列塔尼大區阿摩尔滨海省，该省份为法国西北部沿海省份，位于布列塔尼半岛北部，北濒大西洋英吉利海峡，西接菲尼斯泰尔省，南至莫尔比昂省，东临伊勒-维莱讷省。
与朗蒂克接壤的市镇（或旧市镇、城区）包括：滨海比尼克埃塔布勒、普莱吉安、普莱洛、普卢朗、特雷戈默尔、特雷吉代勒、波尔迪克。

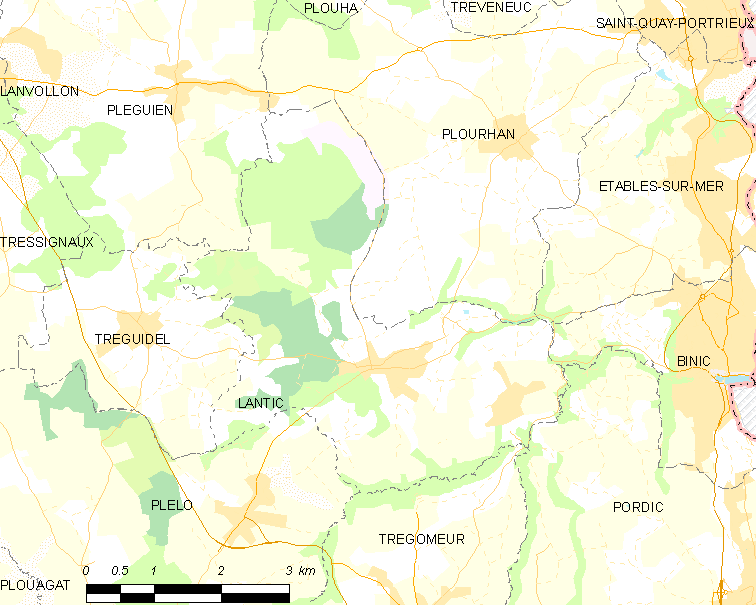
朗蒂克的OSM定位图

朗蒂克的时区为UTC+01:00、UTC+02:00（夏令时）。

## 行政
朗蒂克的邮政编码为22410，INSEE市镇编码为22117。

## 政治
朗蒂克所属的省级选区为普卢阿县。

## 人口

1962-2008年间朗蒂克人口变化图示

朗蒂克于2022年1月1日时的人口数量为1799人。